# Динамо (Таллінн)
«Динамо» (ест. Tallinna Jalgpalliklubi Dünamo) — естонська футбольна команда з міста Таллінн.

## Історія
Клуб «Динамо» був заснований в 1940 році, в радянські роки був одним з лідерів естонського футболу, 10 разів перемагав у чемпіонатах Естонської РСР і 7 разів завойовував кубок Естонської РСР. Не раз брав участь в чемпіонатах СРСР у другій групі «класу А» і в «класі Б», найкращий результат 11-те місце в «класі Б» в 1956 році. «Динамо» брало участь у перших трьох (з 1992 по 1994 роки) чемпіонатах незалежної Естонії, але потім у клубу почалися проблеми і він поступово опустився до Третьої ліги Естонії, четвертого за силою дивізіону країни. У 2005 році клуб знову піднявся до рівня вищої ліги, але посів останнє місце, з катастрофічною різницею забитих і пропущених м'ячів «-129», з того часу «Динамо» знову почало рух у підвали естонського футболу.

## Досягнення
- Чемпіонат Естонської РСР з футболу
  -  Чемпіон (10): 1945, 1947, 1949, 1950, 1953, 1954, 1978, 1980, 1981, 1983

- Кубок Естонської РСР з футболу
  -  Володар (7): 1946, 1947, 1949, 1953, 1972*, 1979, 1983

## Динамо (Таллінн) в естонських футбольних змаганнях
| Сезон | Дивізіон             | Міс. | Команди | Іг. | В  | Н | П  | ЗМ | ПМ  | РМ   | Оч. | Бомбардир                                | Кубок Естонії | Примітки |
| ----- | -------------------- | ---- | ------- | --- | -- | - | -- | -- | --- | ---- | --- | ---------------------------------------- | ------------- | -------- |
| 1998  | II Лііга Північ/Схід | 3    | 6       | 10  | 7  | 0 | 3  | 25 | 18  | +7   | 21  | Віталій Костерєв та Арвідас Рукщенас (5) |               |          |
| 1999  | II Лііга Північ/Схід | 1    | 6       | 20  | 12 | 5 | 3  | 45 | 16  | +29  | 41  | Пауль Кірсіпуу (11)                      |               |          |
| 2000  | Есілііга             | 5    | 8       | 28  | 11 | 2 | 15 | 61 | 72  | −11  | 35  | Андрій Коссарьов (12)                    |               |          |
| 2001  | II Лііга Північ/Схід | 5    | 6       | 20  | 5  | 2 | 13 | 36 | 55  | −19  | 17  | Андрій Семко та Віталій Костерьов (7)    |               |          |
| 2002  | III Лііга (Північ)   | 1    | 10      | 18  | 15 | 2 | 1  | 62 | 14  | +48  | 47  | Урмас Сорга та Віталій Костерьов (11)    |               |          |
| 2003  | II Лііга Північ/Схід | 1    | 8       | 28  | 21 | 4 | 3  | 80 | 24  | +56  | 67  | Андрей Семко та Максим Жидков (17)       |               |          |
| 2004  | Есілііга             | 4    | 8       | 28  | 12 | 2 | 14 | 49 | 66  | −18  | 38  | Костянтин Бутаєв (17)                    |               |          |
| 2005  | Мейстріліга          | 10   | 10      | 36  | 3  | 3 | 30 | 28 | 157 | −129 | 12  | Костянтин Бутаєв (10)                    |               |          |
| 2006  | Есілііга             | 9    | 10      | 36  | 7  | 8 | 21 | 43 | 85  | −42  | 29  | Павло Апалинський (10)                   |               |          |
| 2007  | II Лііга Північ/Схід | 11   | 14      | 26  | 6  | 9 | 11 | 41 | 51  | −10  | 27  | Анатолій Божко (9)                       |               |          |
| 2008  | II Лііга Північ/Схід | 9    | 14      | 26  | 10 | 3 | 13 | 47 | 40  | +7   | 33  | Пауль Кірсіпуу (11)                      | –             |          |
| 2009  | II Лііга Північ/Схід | 2    | 14      | 26  | 17 | 4 | 5  | 62 | 41  | +21  | 55  | Ілля Монаков (21)                        | –             |          |
| 2010  | II Лііга Північ/Схід | 6    | 13      | 24  | 9  | 5 | 10 | 37 | 40  | −3   | 32  | Анатолій Божко та Максим Жидков (8)      | –             |          |
| 2011  | II Лііга Північ/Схід | 8    | 14      | 26  | 11 | 3 | 12 | 49 | 64  | −15  | 36  | Максим Жидков (9)                        | –             |          |
| 2012  | II Лііга Північ/Схід | 6    | 14      | 26  | 12 | 5 | 9  | 58 | 46  | +12  | 41  | Максим Жидков (16)                       | –             |          |
| 2013  | Есілііга B           | 8    | 10      | 36  | 9  | 4 | 23 | 42 | 86  | −44  | 31  | Максим Жидков (10)                       | Другий раунд  |          |
| 2014  | II Лііга Північ/Схід | 6    | 14      | 26  | 12 | 3 | 11 | 51 | 45  | +6   | 39  | Еміль Гусейнов (16)                      | Перший раунд  |          |
| 2015  | II Лііга Північ/Схід | 9    | 14      | 26  | 8  | 6 | 12 | 42 | 52  | −10  | 30  | Максим Жидков (9)                        | –             |          |
| 2016  | II Лііга Північ/Схід | 7    | 14      | 26  | 11 | 4 | 10 | 48 | 47  | +1   | 37  | Темітайо Догерті (19)                    | –             |          |

## Закріплені номери
- 21 —  Ілля Чистяков, Нап

## Відомі гравці
- Арсен Найдьонов
- Валерій Овчинніков
- Георгій Рябов
- Олександр Скорохов
- Антонін Сочнєв

## Відомі тренери
- Альберт Вольрат